# Jüdische Gemeinde Bionville-sur-Nied

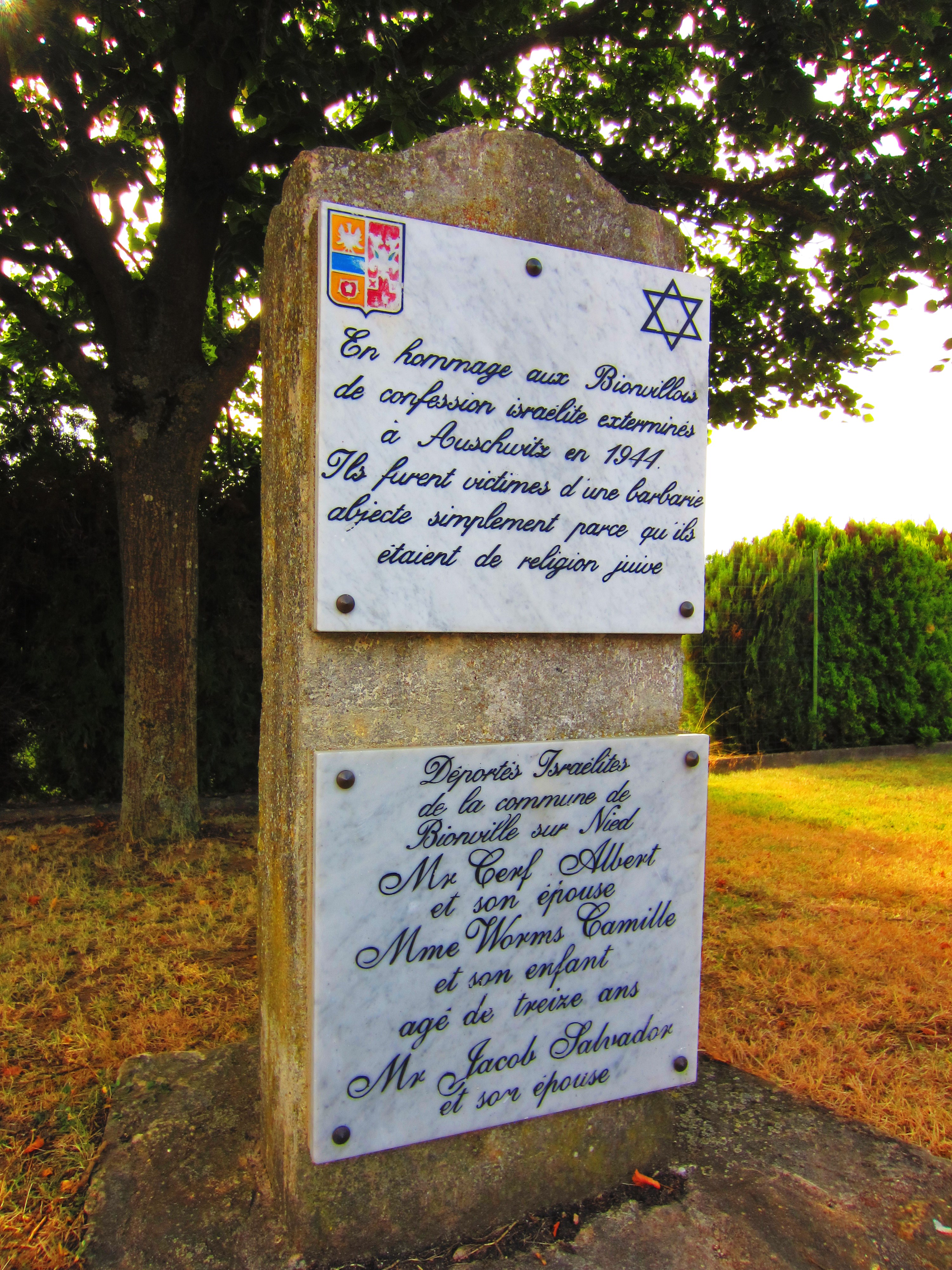
Gedenktafel

Eine Jüdische Gemeinde in Bionville-sur-Nied, einer französischen Gemeinde im Département Moselle in Lothringen, bestand spätestens seit dem 17. Jahrhundert.

## Geschichte
Schon 1640 besaß die jüdische Gemeinde von Bionville-sur-Nied bereits eine Synagoge und einen Friedhof, der sich an der Straße nach Brouck befindet und heute noch zahlreiche Grabsteine (Mazevot) besitzt.
Die jüdische Gemeinde gehörte ab 1808 zum Consistoire Metz.

## Synagoge
Zwischen 1815 und 1820 wurde eine kleine Synagoge im Dorf erbaut, die 1940 von den deutschen Besatzern in Brand gesteckt wurde. 
Am 13. Oktober 1996 wurde eine Gedenktafel eingeweiht, die an sechs jüdische Bewohner von  Bionville-sur-Nied erinnert, die von den Deutschen deportiert und ermordet wurden.

## Siehe auch

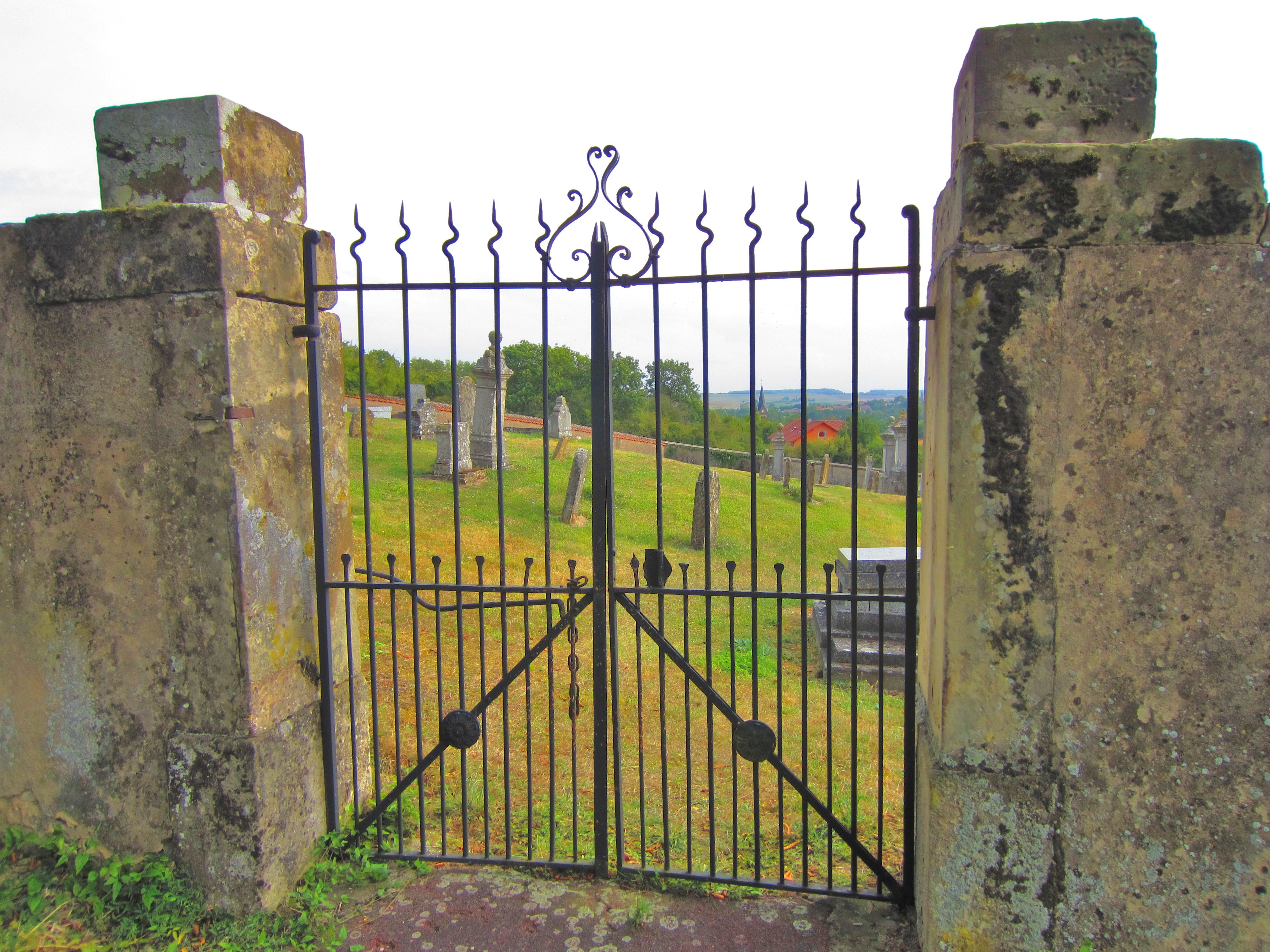
Eingang zum jüdischen Friedhof in Bionville-sur-Nied

## Ministres officiants
- vor 1808 bis 1841: Lyon Lazard Philippe
- in den 1840er bis 1854: Lévy Holstein
- bis 1860: David Jacob
- 1859 bis 1862: Adam Reblaub
- 1862 bis 1866: Israel Wurmser
- 1867 bis 1879: Salomon Franck
- 1880 bis 1895: Salomon
- 1885: Samuel Joseph
- 1887: Aplhonse Raas
- 1892 bis 1901: Ephraim Weill
- 1901 bis 1902: Georges Lévy
- 1903 bis 1905: Bloch
- 1905: Kahn